# Millettia pachyloba
Millettia pachyloba är en ärtväxtart som beskrevs av Emmanuel Drake del Castillo. Millettia pachyloba ingår i släktet Millettia och familjen ärtväxter. Inga underarter finns listade i Catalogue of Life.